# Réseau de transport de la Capitale
Das Réseau de transport de la Capitale (RTC, deutsch: „Verkehrsnetz der Hauptstadt“) ist ein für den öffentlichen Verkehr in der kanadischen Stadt Québec und Umgebung zuständiges Unternehmen. Es wurde 1970 gegründet und tritt seit 2002 unter der heutigen Bezeichnung auf. Das RTC betreibt ein 870 km langes Busnetz mit 135 Linien. Im Jahr 2013 wurden mit 620 Bussen insgesamt 46,8 Millionen Fahrgäste transportiert.

## Geschichte
Die Geschichte des öffentlichen Nahverkehrs begann 1845 mit der Einführung einer Pferdeomnibuslinie zwischen Québec und Cap-Rouge. Zwanzig Jahre später eröffnete die Quebec Street Railway Company in der Unterstadt die erste Pferdebahn, die bis 1897 verkehrte. Ebenfalls 1897 nahm die Quebec District Railway Company (QDRC) die erste elektrische Straßenbahn in Betrieb. Die QDRC wurde 1899 von der Quebec Railway, Light and Power Company (QRL&P) übernommen. Nachdem 1938 die ersten Buslinien eingerichtet worden waren, wurde zehn Jahre später das Straßenbahnnetz auf Busbetrieb umgestellt. Bis 1957 verkehrte noch eine Interurban zwischen Québec und dem Wallfahrtsort Sainte-Anne-de-Beaupré. Der mittlerweile nur noch aus Buslinien bestehende öffentliche Nahverkehr war von 1957 bis 1970 in der Hand des Unternehmens Québec-Autobus.
1969 beschloss die Nationalversammlung von Québec die Gründung eines öffentlich-rechtlichen Verkehrsbetriebs für die Region Québec. Ein Jahr später wurde die Commission de transport de la communauté urbaine de Québec (CTCUQ) gegründet, die bis 1976 mehrere kleine Busbetriebe in den damals noch eigenständigen Vororten übernahm. 1975 wurden die ersten Busfahrstreifen geschaffen, zwei Jahre später folge die erste Expresslinie, 1979 die Eröffnung des heute noch bestehenden Hauptbetriebszentrums. Die Umsetzung eines Aktionsplans brachte 1992 eine bedeutende Erweiterung des Busnetzes und verschiedene betriebliche Verbesserungen. 1994 erfolgte die Umbenennung der CTCUQ in Société de transport de la communauté urbaine de Québec (STCUQ). Mit der Eingemeindung mehrerer Vororte erhielt das Unternehmen 2002 seinen heutigen Namen.

## Angebot
Das Grundangebot des RTC besteht aus fünf verschiedenen Arten von Buslinien.
- Métrobus: 4 Linien (Nummern 800 bis 803) mit hoher Taktdichte auf den wichtigsten Hauptverkehrsachsen, ausschließlich mit Gelenkbussen und zum größten Teil auf separaten Busfahrstreifen.
- Bus: 60 gewöhnliche Linien (Nummern 1 bis 199), die einzelne Stadtteile und Industriegebiete miteinander verbinden. Mehrere Linien verkehren nicht an Wochenenden.
- Express: 57 Schnellbuslinien (Nummern 214 bis 584) zu den Hauptverkehrszeiten.
- Écolobus: 1 Linie (Nummer 21) mit ausschließlich elektrisch angetriebenen Bussen, die verschiedene Sehenswürdigkeiten in der Altstadt Québecs miteinander verbindet.
- Couche-tard: 13 Linien im Nachtverkehr (Nummern 907 bis 992)

Darüber hinaus betreibt das RTC mehrere Park-and-Ride-Plätze, einen Taxibus-Dienst für entlegene Stadtteile sowie einen Fahrdienst für mobilitätsbehinderte Menschen.
Für Verbindungen über die Québec-Brücke in die Nachbarstadt Lévis ist die Société de transport de Lévis zuständig.

## Fahrzeuge
Die Fahrzeugflotte umfasste im Jahr 2013 620 Busse, überwiegend Niederflur-Fahrzeuge des kanadischen Herstellers Nova Bus. Davon waren 524 Standardbusse, 87 Gelenkbusse, 8 Elektrobusse und 1 Hybridbus.

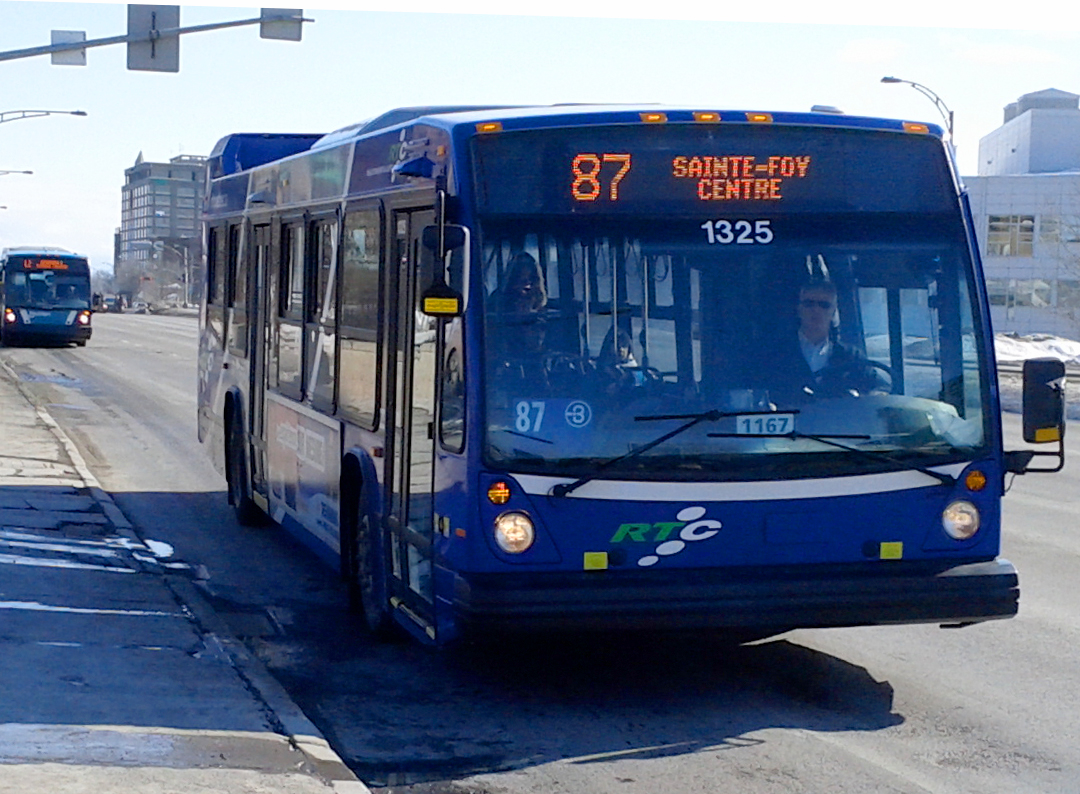
Standardbus
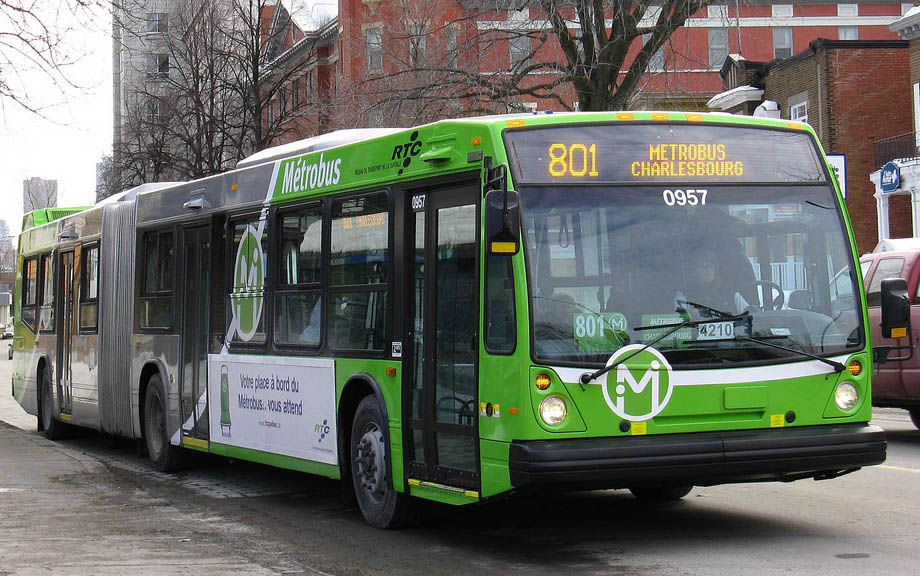
Gelenkbus auf einer der Métrobus-Linien
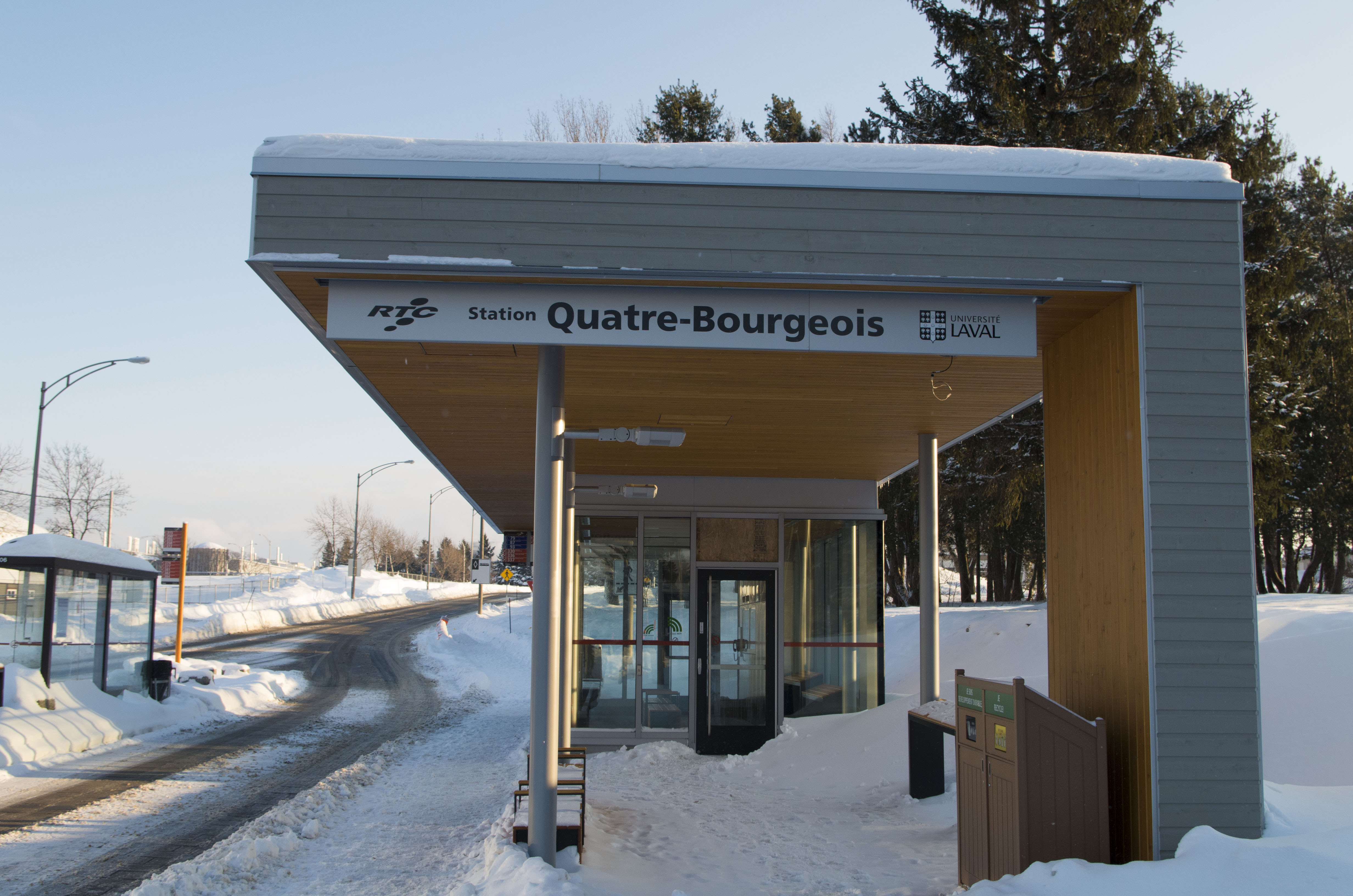
Beheizbare Bushaltestelle bei der Universität
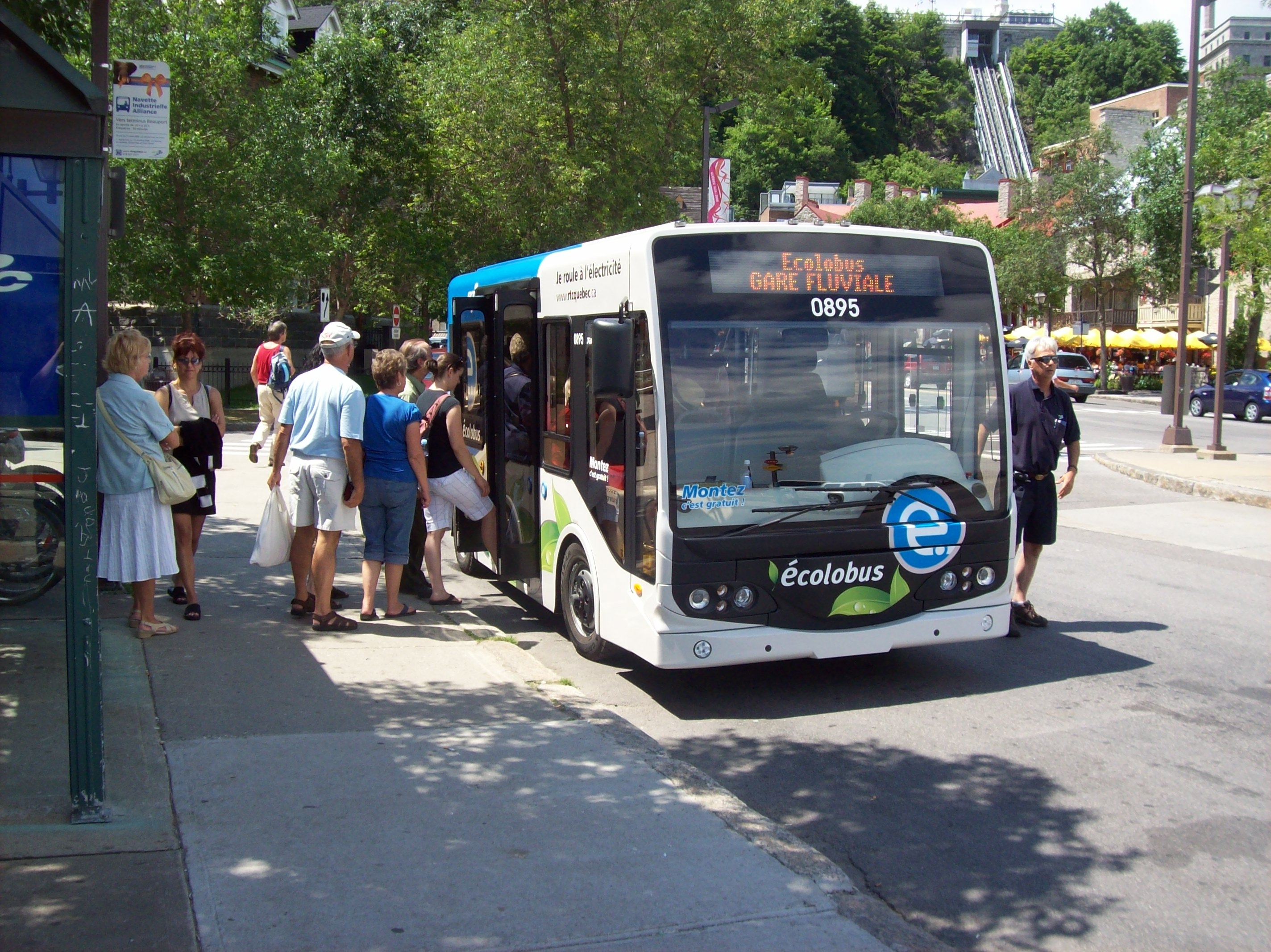
Écolobus in der Altstadt
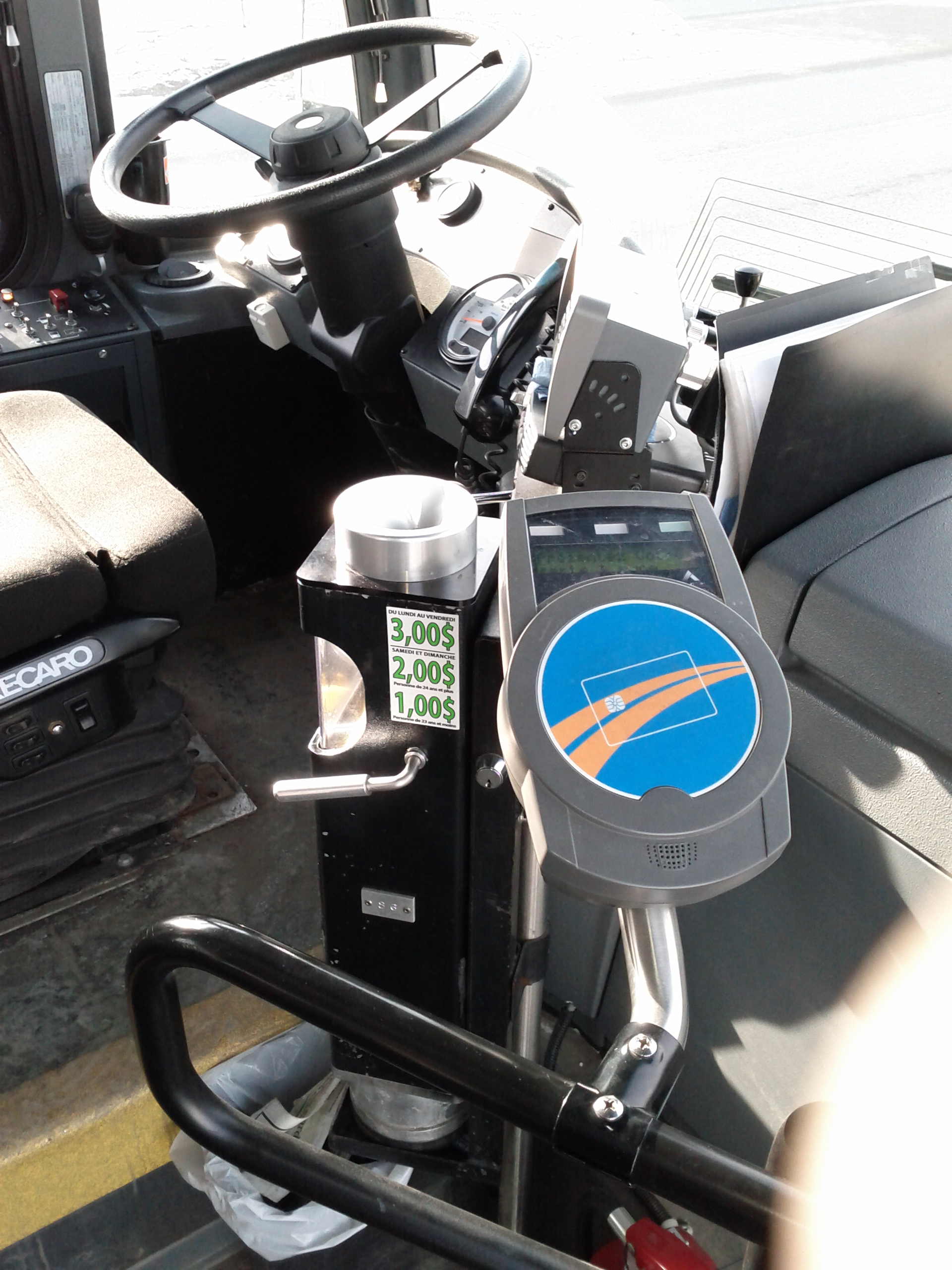
Kartenleser für die OPUS-Chipkarte

## Tarifsystem
Seit 2008 gelangen auf dem gesamten Netz des RTC und für sämtliche Fahrscheintypen berührungslose Chipkarten zum Einsatz. Die Carte OPUS ist wiederaufladbar und kann auch bei den meisten anderen Verkehrsbetrieben in der Provinz Québec verwendet werden. Auf einer Karte können vier verschiedene Fahrscheintypen gespeichert werden. Einzelfahrscheine können auch ohne OPUS-Karte erworben werden, doch muss der genaue Fahrpreis bezahlt werden, da die Busfahrer kein Rückgeld geben.